# AGM-86 ALCM
Die AGM-86 ALCM ist ein luftgestützter Marschflugkörper aus den Vereinigten Staaten. ALCM steht für Air Launched Cruise Missile.

## Entwicklung
In den 1960er-Jahren schützte die Sowjetunion ihren Luftraum mit einer großen Anzahl Flugabwehrraketen der Typen S-75 Dwina, S-125 Newa und S-200 Angara. Diese konnten sowohl hoch- wie auch tiefliegende Bomber bekämpfen. Weiter standen bei den Sowjetischen Luftverteidigungsstreitkräften Abfangjäger vom Typ Suchoi Su-15 und Tupolew Tu-128 zur weiträumigen Luftverteidigung im Dienst. Diese Umstände hätten bei einem Luftangriff im sowjetischen Luftraum zu großen Verlusten bei den U.S.-Bombern geführt. Um dem zu begegnen, wurden in den 1960er-Jahren in den Vereinigten Staaten verschiedene Studien zur Entwicklung eines luftgestützten Täuschflugkörpers erstellt. Die Studien Subsonic Cruise Attack Missile (SCAM) und Subsonic Cruise Unarmed Decoy (SCUD) sahen kleine Täuschflugkörper mit einem eigenen Triebwerk vor, die eine vorbestimmte Route flogen. Basierend auf diesen Studien erteilte das Verteidigungsministerium der Vereinigten Staaten der Firma Boeing den Auftrag zur Entwicklung eines Täuschflugkörpers, welcher die ADM-20 Quail ersetzen sollte. Daraus entstand bei Boeing die AGM-86 SCAD (Subsonic Cruise Armed Decoy). Die Idee sah vor, diesen Täuschflugkörper mit einem kleinen Nukleargefechtskopf zu bestücken, so dass der Flugkörper selbst Ziele angreifen konnte. Dieses Projekt wurde im Jahr 1972 vom Kongress der Vereinigten Staaten gestrichen. Daraufhin entschied die United States Air Force und das Strategic Air Command einen Marschflugkörper mit einem eigenen Navigationssystem zu entwickeln. Das Programm startete im Jahr 1972 bei Boeing unter der Bezeichnung ALCM (Air Launched Cruise Missile).
Im Zuge des START-Abrüstungsabkommen zeigte auch das Verteidigungsministerium und der Kongress wieder Interesse an dem Programm. Das Abrüstungsabkommen beschränkte die Anzahl der nuklearen Ballistischen Raketen, nicht aber die der Marschflugkörper, welche als bedeutungslos angesehen wurden. Daraufhin startete das Verteidigungsministerium im Dezember 1973 eine Ausschreibung für die Entwicklung eines luftgestützten Marschflugkörpers mit Nukleargefechtskopf. An dieser Ausschreibung beteiligten sich die Firmen Boeing und General Dynamics. Boeing entwickelte auf der Basis vom SCAD-Entwurf die AGM-86A ALCM und General Dynamics, welche für die United States Navy den BGM-109 Tomahawk entwickelte, projektierte basierend auf diesem Entwurf die AGM-109 Tomahawk. Der Erstflug der AGM-86A erfolgte am 5. März 1976 auf der White Sands Missile Range. Die ersten sechs Tests verliefen enttäuschend. Weder konnte die geforderte Flugdistanz erreicht werden, noch trafen die AGM-86A ihre Ziele. Erst der siebte Test wurde als Teilerfolg gewertet. Nachdem das Verteidigungsministerium die Anforderungen für den künftigen Marschflugkörper angepasst hatte, musste Boeing die AGM-86A umbauen. Der nun AGM-86B bezeichnete Flugkörper hatte einen rund 2 m längeren Rumpf sowie eine größere Reichweite. Der erste Testflug der Ausführung AGM-86B erfolgte am 3. August 1979. Im Frühling 1980 ging Boeing als Sieger aus dem Wettbewerb hervor und bekam den Zuschlag für die Serienfertigung der AGM-86B. Die ersten Exemplare wurden 1980 zur Truppenerprobung an die Streitkräfte der Vereinigten Staaten geliefert. Nach weiteren Anpassungen wurde die AGM-86B im Jahr 1982 offiziell in Dienst gestellt. Nach der Einführung war der Flugkörper immer noch nicht frei von Mängeln. Unter anderem wurden Navigationsfehler bei Flügen in der Nähe des Nordpols sowie Zielabweichungen aufgrund des Corioliseffekts festgestellt. Infolgedessen unterzeichneten die Vereinigten Staaten mit Kanada einen Vertrag für Test- und Kalibrierungsflüge über kanadischem Territorium. Ab dem 2. März 1983 wurden dort mit B-52-Bombern Flüge durchgeführt, um daraufhin die Software der Marschflugkörper zu verbessern und anzupassen. Zwischen 1982 und 1987 wurden 1715 AGM-86B produziert. Die angedachte Produktion von 3780 AGM-86 wurde im Jahr 1983 zu Gunsten der AGM-129 ACM aufgegeben.

## Technik
Der schlanke Rumpf der AGM-86 besteht aus Stahl, Aluminium und Kunststoffen und ist in vier Sektionen aufgeteilt: Hinter der Lenkwaffenspitze befinden sich das Navigationssystem und die Elektronik. Darin befinden sich das Inertiale Navigationssystem LN-35 von Litton Industries, ein barometrischer Höhenmesser sowie der Radarhöhenmesser für das AN/DWP-23-TERCOM-System von McDonnell Douglas. Der Radarhöhenmesser arbeitet mit einer Frequenz von 4–8 GHz mit einem vertikalen Öffnungswinkel von 13–15°. Dahinter folgt das beheizbare Fach für den W80-Nukleargefechtskopf. Der Gefechtskopf ist 80 cm lang, hat einen Durchmesser von 30 cm und wiegt rund 130 kg. Hinter diesem Fach folgt der Haupttreibstofftank für das JP-10-Kerosin. Im Heck sind die Thermalbatterie, die Aktuatoren sowie das Steuersystem für die Steuerflächen untergebracht. Weiter ist dort das F107-WR-101-Turbofan von Williams International platziert. Das Triebwerk wiegt 66,2 kg und entwickelt auf Seehöhe einen Schub von 2,66 kN. Auf der Oberseite des Flugkörperhecks ist der aufklappbare Lufteinlass platziert. Weiter befinden sich am Heck drei trapezförmige Steuerflächen, welche nach dem Abwurf ausgeklappt werden. Im mittleren Rumpfbereich sind unten zwei schlanke Tragflächen angebracht. Diese Flächen sind, während sich der Marschflugkörper am Startflugzeug befindet, unten an den Flugkörperrumpf angelegt. Sie entfalten sich erst nach dem Abwurf und haben dann eine Pfeilung von 25°. Die AGM-86 verfügt über eine Reihe von Techniken zur Überwindung gegnerischer Abwehrmaßnahmen. Die Flugkörperoberfläche ist mit einer radarabsorbierenden Schutzschicht versehen. Damit beträgt der Radarquerschnitt der AGM-86 rund 0,1 m². Daneben werden die heißen Triebwerkabgase mit der Umgebungsluft vermischt um die Infrarotsignatur zu verkleinern. Weiter soll bei den neueren Modellen ein Radar-Störsender verbaut sein.

## Varianten

### AGM-86A ALCM

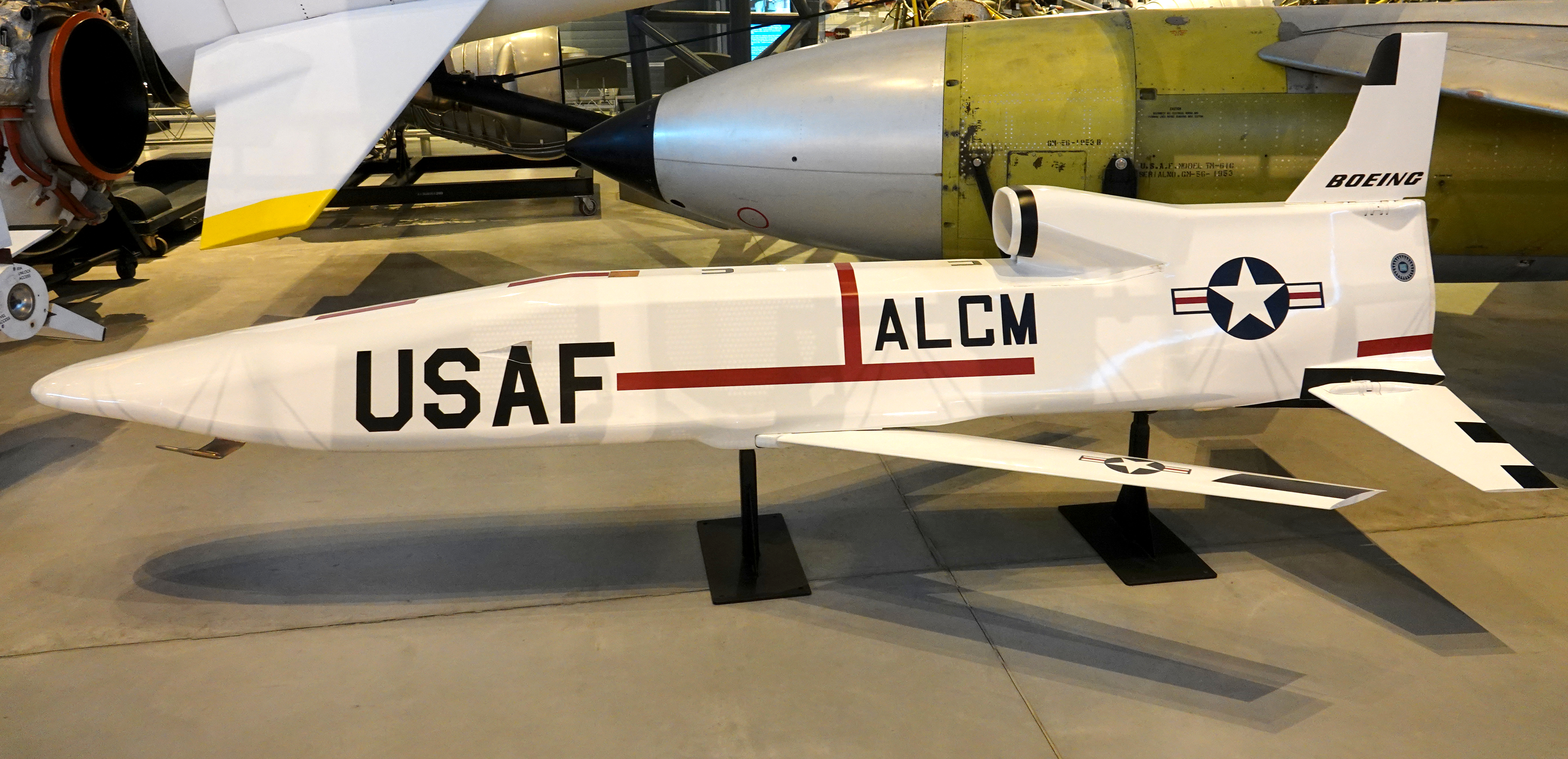
AGM-86A Prototyp

Dies sind die ersten Prototypen, die ab 1973 für Testzwecke entwickelt wurden. In Form und Geometrie unterscheidet sich die AGM-86A deutlich von den nachfolgenden Serienmodellen. Gegenüber den späteren Serienmodellen hat die AGM-86A einen rund 2 m kürzeren Rumpf und wiegt 550 kg weniger. Von dieser Ausführung wurden rund ein Dutzend Exemplare gefertigt.

### AGM-86B ALCM
Dies ist die erste Serienversion und wurde von 1982 bis 1987 produziert. Es wurden 1715 Exemplare hergestellt. Als Gefechtskopf wird der W80-Nukleargefechtskopf mit 150 kT verwendet. Die Reichweite der AGM-86B beträgt 2.500 km und es wird ein Streukreisradius (CEP) von 30–50 m erzielt.

### AGM-86C CALCM Block 0

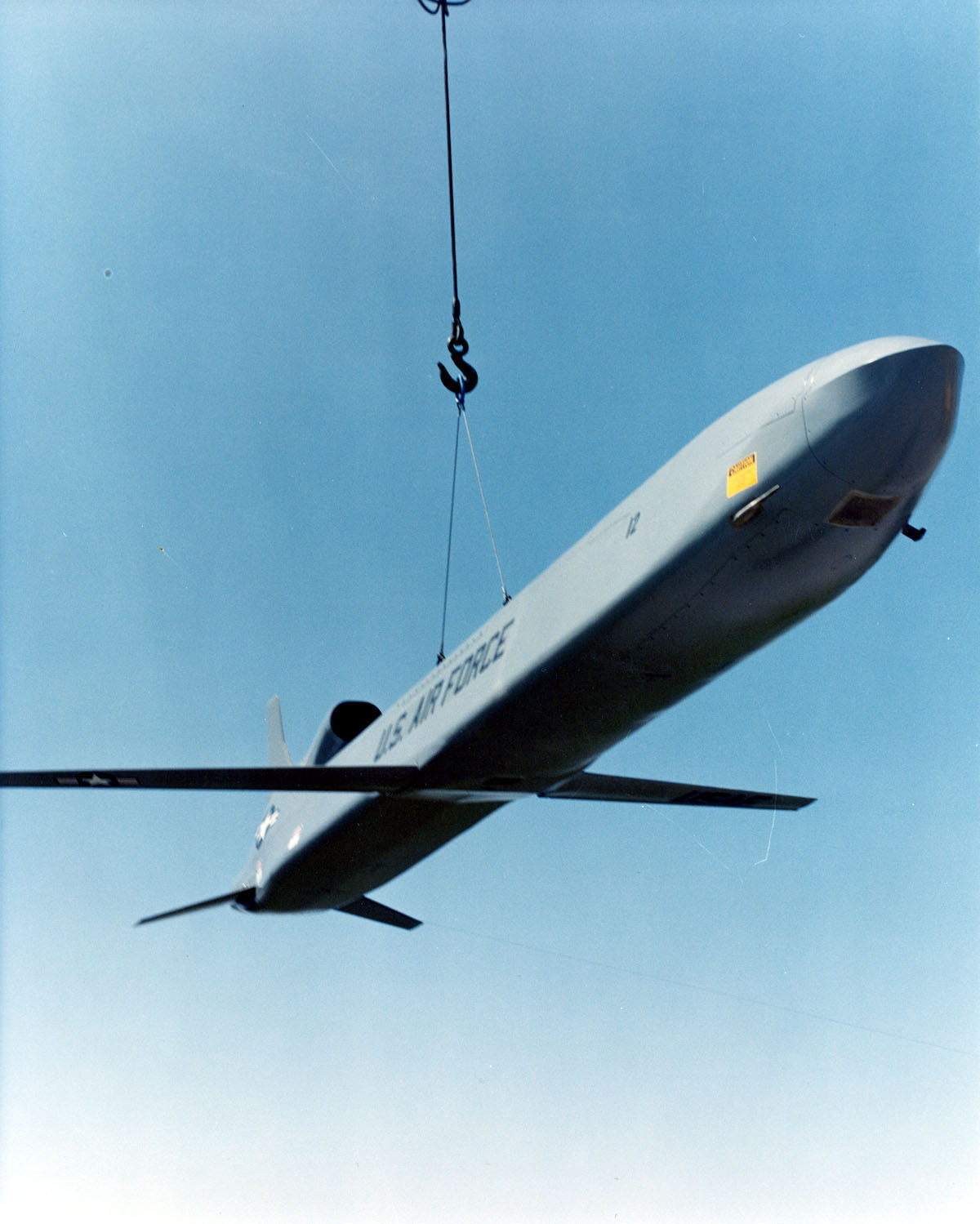
AGM-86B

Die neue Abkürzung CALCM steht für Conventional Air Launched Cruise Missile. Ab 1986 wurden die ersten nuklearfähigen AGM-86B ausgesondert und im Rahmen des Programmes Senior Surprise zur Version AGM-86C CALCM umgerüstet. Dabei wurde der Nukleargefechtskopf entfernt und durch einen 907-kg-Splittergefechtskopf ersetzt. Da die AGM-86C das Ziel überfliegt und nicht in diesem einschlägt, hat der Gefechtskopf eine nach unten fokussierte Splitterladung. Bei der Detonation bestreicht dieser von oben das Zielgebiet mit tausenden Stahlkugeln. Für den Einbau dieses großen Gefechtskopfes musste der Haupttreibstofftank der AGM-86C verkleinert werden, was die maximale Reichweite deutlich reduziert. Zusätzlich zum neuen Gefechtskopf wurde an das Navigationssystem ein GPS-Empfänger der 1. Generation angeschlossen. Bis zum Jahr 1995 wurden 105 Exemplare umgerüstet. Dabei beliefen sich die Umbaukosten auf rund 160.000 US-Dollar pro Flugkörper. Die AGM-86C Block 0 hat eine Reichweite von 1.320 km. Der Streukreisradius (CEP) beträgt rund 15 m.

### AGM-86C CALCM Block 1
Zwischen 1996 und 1997 wurden 200 Flugkörper zur Ausführung AGM-86C Block 1 umgebaut. Die Umbauten beinhalteten einen neuen 1.360-kg-Splittergefechtskopf mit einer nach unten fokussierten Splitterladung. Weiter wurde ein verbesserter Mehrkanal-GPS-Empfänger verbaut. Die Reichweite der AGM-86B Block 1 beträgt 950 km und der Streukreisradius (CEP) liegt bei 5–10 m.

### AGM-86C CALCM Block 1A
Weitere 163 Flugkörper wurden zwischen 1998 und 2001 zur Version AGM-86C Block 1A umgebaut. Dabei wurde ein neuer störungssicherer 8-Kanal-GPS-Empfänger sowie eine neue Flug- und Navigationssoftware verbaut. Damit kann der Flugkörper Ziele auch im steilen Sturzflug anfliegen. Die Reichweite der AGM-86B Block 1A beträgt 950 km und der Streukreisradius (CEP) liegt bei rund 5 m.

### AGM-86D CALCM Block 2
Die AGM-86D entstand aus Umbauten von älteren AGM-86B und AGM-86C. Zwischen 2002 und 2003 entstanden so 245 Flugkörper der Version AGM-86D Block 2. Diese erhielten neben Softwareanpassungen einen AUP-3M-Penetrationsgefechtskopf mit einem Gewicht von 545 kg. Dieser kann bis zu 3,7 m Erdreich durchdringen bevor er gezündet wird. Die Kosten für den Umbau beliefen sich auf bis zu 896.000 US-Dollar pro Flugkörper. Die Reichweite der AGM-86C Block 2 beträgt rund 1.500 km und der Streukreisradius (CEP) liegt bei rund 5 m.

### AGM-86E CALCM Block 3
Im Rahmen des Programmes ERCM (Extended Range Cruise Missile) wollte man eine AGM-86D mit einer deutlich vergrößerten Reichweite entwickeln. Das Programm wurde nicht weiterverfolgt und eingestellt.

## Startplattformen
Als Startplattformen für die AGM-86 waren die Bomber Boeing B-52 „Stratofortress“ und Rockwell B-1A „Lancer“ vorgesehen. Nachdem die B-1A vom Kabinett Carter gestrichen wurde, verblieb die B-52 als einzige Startplattform. Auch eine später angedachte Einrüstung auf der General Dynamics FB-111 „Aardvark“ und Northrop B-2 „Spirit“ wurde nicht umgesetzt. Die B-52G kann an zwei Außenlaststationen 12 AGM-86 mitführen. Die Version B-52H kann 12 AGM-86 an den beiden Außenlaststation sowie weitere 8 AGM-86 im Waffenschacht transportieren.

## Einsatzkonzeption
Während des Kalten Krieges war die AGM-86 sowohl für einen nuklearen Erstschlag wie auch für einen Zweitschlag vorgesehen. Gemäß der damaligen Einsatzkonzeption sollten sich die B-52-Bomber mit den AGM-86 auf verschiedenen vorbestimmten Anflugrouten dem Territorium der UdSSR nähern. Dort sollte außerhalb des sowjetischen Luftraums und dessen Luftverteidigung der Start der Marschflugkörper erfolgen. Durch eine große Anzahl gleichzeitig gestarteter Marschflugkörper sollte der Angriff nach der Taktik eines Sättigungsangriffes erfolgen.
Vor dem Start des Trägerflugzeuges müssen auf der Militärbasis im Navigationssystem der AGM-86 die entsprechenden Zielkoordinaten sowie das nötige digitale Radar-Kartenmaterial gespeichert werden. Hat das Trägerflugzeug das Abwurfgebiet erreicht, werden im Navigationssystem der AGM-86 die aktuelle Position und Flughöhe gespeichert. Danach erfolgt der Abwurf des Marschflugkörpers. Zwei Sekunden nach dem Abwurf entfalten sich die Trag- und Steuerflächen und das Triebwerk startet. Dieses beschleunigt den Marschflugkörper innerhalb von 5–10 Sekunden auf die Marschfluggeschwindigkeit. Danach sinkt die AGM-86 auf die Marschflughöhe. Der Marschflug erfolgt über dem Meer in einer Höhe von 10–20 m. Über dem Land fliegt die AGM-86 im Konturenflug in einer Flughöhe zwischen 30 und 300 m. Dabei sorgt der Höhenmesser für den nötigen Sicherheitsabstand zwischen der Lenkwaffe und der Erdoberfläche. Die Lenkung während des Marschfluges erfolgt mit dem Trägheitsnavigationssystem. Da das Trägheitsnavigationssystem der AGM-86B ALCM pro Flugstunde eine Abweichung von bis zu 800 m generiert, fliegt der Marschflugkörper auf seiner Flugroute nacheinander verschiedene Wegpunkte ab, die zur Kurskorrektur verwendet werden. Das Gebiet der Wegpunkte ist in Form einer digitalen Matrix im TERCOM-System gespeichert. Beim Überfliegen der Wegpunkte vermisst das TERCOM-System die zuvor eingespeicherten Höhenprofile des überflogenen Gebietes und vergleicht sie mit den eingespeicherten Höhenprofilen des Soll-Flugpfades. Durch eine Vergleichsrechnung mittels Kalman-Filtern zwischen Soll- und vermessener Position wird dann eine Kurskorrektur errechnet. Bei den Ausführungen AGM-86C/D kommt beim Marschflug zusätzlich ein GPS-System zum Einsatz. Der Abgleich bei Wegpunkten mittels TERCOM ist bei diesen Ausführungen nicht mehr nötig. Für den Zielanflug kommt wiederum das TERCOM-System zur Anwendung. Beim Überfliegen der Höhenprofile vom Zielgebiet wird zum Zielpunkt der minimalst möglichen Annäherung der Gefechtskopf in der Luft gezündet. Bei den späteren Ausführungen der AGM-86C/D kann mit der Unterstützung von GPS ein Zielpunkt auch exakt angeflogen werden. Dabei kann die Gefechtskopfzündung auch beim Einschlag in das Ziel erfolgen.

## Kriegseinsätze

### Zweiter Golfkrieg
Der erste Einsatz mit der AGM-86C erfolgte 1991 während des Zweiten Golfkriegs. In der ersten Kriegsnacht starteten sieben B-52H-Bomber auf der Barksdale Air Force Base. Für den Angriff auf acht Ziele im Irak waren die Bomber mit 39 AGM-86C beladen. Von diesen konnten vier nicht gestartet werden oder fielen nach dem Abwurf zu Boden, so dass 35 erfolgreich gestartet wurden. Gemäß Angaben der Streitkräfte der Vereinigten Staaten konnten bei dem Angriff 80–91 % der Ziele zerstört werden.

### Operation Desert Strike
Im Rahmen der Operation Desert Strike starteten am 3. September 1996 zwei B-52H-Bomber 13 AGM-86C gegen Ziele im südlichen Irak.

### Operation Desert Fox
Während der Operation Desert Fox, der viertägigen Bombardierung irakischer Ziele zwischen dem 16. Dezember und dem 20. Dezember 1998 wurden rund 90 AGM-86C von B-52 gestartet.

### Kosovokrieg
Im Verlauf des Kosovokrieges wurden im Rahmen der NATO-Operation Allied Force je nach Quelle 153–230 AGM-86C/D gegen Ziele in Serbien und dem Kosovo gestartet.

### Irakkrieg
Während des Irakkriegs starteten B-52-Bomber rund 100 AGM-86C/D gegen Ziele im Irak.

## Status
Von der nuklearfähigen Ausführung AGM-86B ALCM befinden sich im Jahr 2021 noch 528 Stück im Nukleararsenal der Streitkräfte der Vereinigten Staaten. Als Startplattformen stehen 46 entsprechend ausgerüstete B-52-Bomber zur Verfügung. Die AGM-86B sind auf der Minot Air Force Base sowie auf der Barksdale Air Force Base gelagert. Die AGM-86B soll spätestens ab 2030 durch die AGM-181 LRSO (Long Range Stand Off Weapon) ersetzt werden. Die letzten Modelle der konventionellen AGM-86C/D CALCM wurden im November 2019 ausgesondert. Das Nachfolgemodell ist die AGM-158D JASSM-XR.